# قائمة الصحف الجزائرية
قائمة صحف الجزائر

## باللّغة العربية
| - وكالة الأنباء الجزائرية - الخبر - بوابة الونشريس - الخبر الأسبوعي - الجزائر نيوز - آخر ساعة - الشروق اليومي - صوت الأحرار - الأوراس نيوز - صوت الغرب - المسار العربي - المواطــن - الجزائر توداي | - الأيام الجزائرية - الفجر - المساء - المستقبل - الحوار - الشعب - الجمهورية - البلاد - اليوم - الوسط الجزائرية - المغرب الاوسط - قناة الإنتصار TV - الشباب الجزائري | - أخبار اليوم - المجاهد الأسبوعي - المحقق السري - النهار الجديد - جريدة الشروق - النصر - الأمة - جريدة الجزائر - الرائد - الجديد اليومي - المحور - الموعد اليومي - قناة الإنتصار تي في |

## باللغة الفرنسية
| - Le quotidien d'oran - Le Matin d'Algérie - Liberté - Liberté économie - Le soir d'Algérie - El Watan - Tout sur l'Algerie - La Tribune - Horizons - Agence Algérienne d'Information | - El Acil - El Moudjahid - InfoSoir - La Nouvelle République - La Voix de l'Oranie - L'Authentique - Le Courier d'Algérie - Le jeune independant - Le Jour d'Algérie - Le Maghreb | - Le Magrebin - L'Echo d'Oran - Sétif Info - Les Débats - L'Est Républicain - L'Expression - Compétition - Algérie Focus |

## باللغة الأنجليزية
- جريدة شمال إفريقيا (إنجليزي)
- About Algeria (إنجليزي)
- Eldjazair Today

## وصلات خارجية
- صحف الجزائر
- أهم الصحف الجزائرية
- صحف الجزائر
- الجرائد الجزائرية

## إنظر أيضا
- ثقافة جزائرية